# 芳心初醒
《芳心初醒》（法文：L'Eveil du Coeur；英文：The Heart's Awakening），法国画家威廉·阿道夫·布格罗创作于1892年的一幅油画。在1998年的克里斯蒂拍卖中，该画卖出了一百四十多万美元的高价。现私人收藏。

## 类似作品
- 春之歌
- 春之梦
- 赛琪 (布格罗)